# جریان پیراقطبی جنوبگان

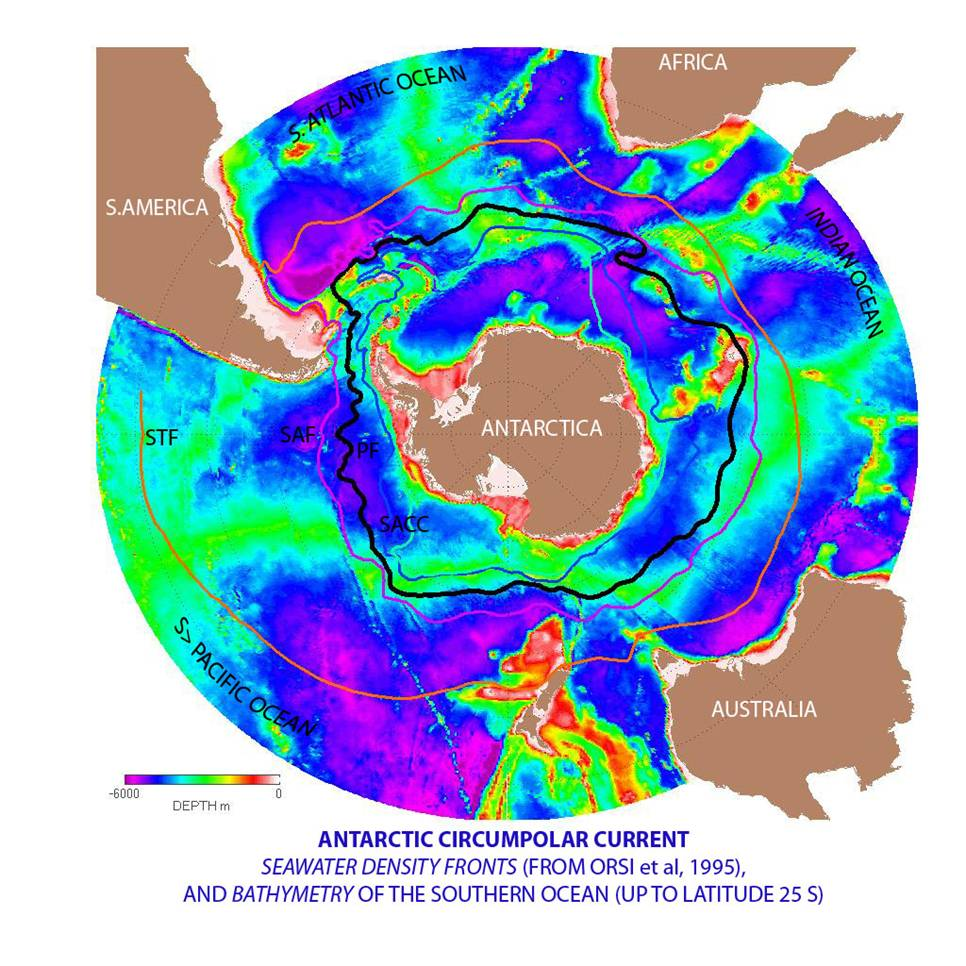
نقشه جریان پیراقطبی جنوبگان

جریان پیراقطبی جنوبگان، مهمترین جریان اقیانوسی در اقیانوس منجمد جنوبی و تنها جریان اقیانوسی که تمام زمین را دور می‌زند، می‌باشد. این جریان شرق سو حوزه‌های جنوبی سه اقیانوس آرام، اطلس و هند را به یکدیگر متصل می‌سازد. این جریان از سطح آب تا عمق ۲۰۰۰-۴۰۰۰ متری و با عرض بیش از ۲۰۰۰ کیلومتر، بیش از هر جریان اقیانوس دیگری آب را در اقیانوس‌ها جابه‌جا می‌کند.
حجم آب جا به جا شده ۱۵۰ سوردارپ (۱۵۰ میلیون متر مکعب در ثانیه) تخمین زده شده‌است. جریان پیراقطبی جنوبگان به همراه گردش دماشوری به شدت آب و هوای جهانی را تحت تاثیر قرار داده‌اند.